# Lika Kawżaradze
Lika Kawzaradze gruz.  ლიკა ქავჟარაძე  (ur. 26 października 1959 w Tbilisi,  zm. 11 października 2017 tamże) – gruzińska aktorka filmowa najbardziej znana z roli w filmie Tengiza Abuladze z 1976 roku Drzewo pragnień.

## Biografia
W 1973 roku ukończyła Konserwatorium w Tbilisi. W 1972 roku został zaproszony przez studio Gruzija-film. Debiutowała w krótkim filmie Fontanna. Zagrała w kilkunastu filmach, ale najbardziej znana jest z roli Marity w wielokrotnie nagradzanym filmie Drzewo pragnień wyreżyserii Tengiza Abuladze w 1976 roku. Film powstał na podstawie opowiadania gruzińskiego pisarza Giorgi Leonidze. Została znaleziona martwa 11 października 2017 roku w swoim mieszkaniu w Tbilisi. Pochowano ją na cmentarzu Vake w Tbilisi obok matki.

## Filmografia
- 1972: Kiedy kwitną migdaly[3]
- 1973: Mshvenieri kostiumi[4]
- 1975: Kavkasiuri romansi[5]
- 1977: Drzewo pragnień jako Marita[6]
- 1977: Pepela[7]jako dziewczyna
- 1979: Dyuma na kavkaze[8]
- 1985: Ojakhi[9]
- 1986: Chidaobas ra unda
- 1986: Argonavtebi[10]
- 1987: Dakarguli saganzuris sadzebnelad  jako Lali[11]
- 1988: Tskhovreba Don Kikhotisa da Sancho Panchosi[12]
- 1989: Shemsrulebeli 977
- 1992: Udzinarta mze
- 1998: Die Kaukasische nacht[13] jako Natasza